# Liste der Kulturgüter in Triesen
Die Liste der Kulturgüter in Triesen enthält alle unter Denkmalschutz gestellten Objekte auf dem Gebiet der Gemeinde Triesen im Fürstentum Liechtenstein. Grundlage ist das Verzeichnis der geschützten Kulturgüter im Fürstentum Liechtenstein, das durch das Amt für Kultur erstellt und seither laufend ergänzt wurde (Stand: 2020).

## Kulturgüter
| Foto |                                                          | Objekt                                                         | Standort                                 | Beschreibung | Eintragung |
| ---- | -------------------------------------------------------- | -------------------------------------------------------------- | ---------------------------------------- | --- | ---------- |
| ja   | Datei hochladen · zugehöriges Wikidata-Objekt Q112248576 | Pfarrkirche St. Gallus Objekt-Nr.: 5512.0027                   | Dorfstrasse 60 (Karte)Parzelle: 1982     | Die Pfarrkirche St. Gallus wurde in den Jahren 1841 bis 1843 nach dem fürstlichen und aus Wien stammenden Architekten Georg Wingelmüller errichtet. In den Jahren 1992/94 wurde die Pfarrkirche umgebaut und vergrössert. | 26.06.1951 |
| ja   | Datei hochladen                                          | Kapelle St. Mamerten / St. Mamertus Objekt-Nr.: 5512.0028      | St. Mamertenweg 19 (Karte)Parzelle: 1321 | Erste Erwähnung 1415. 1818–19 und 1821 umfassende Renovierungen; 1930–32 Turmrenovierung, 1967–68 Renovierung, Freskenzyklus aus der Mitte des 15. Jahrhunderts freigelegt; 2003–05 umfassende Renovierungen, Holzdatierungen: Turmschaft 1347, Dachstuhl auf Turm und Schiff 1439.                                                                                                 | 26.06.1951 |
|      | Datei hochladen                                          | Kapelle Sta. Maria Objekt-Nr.: 5512.0029                       | Kappeliweg 5 (Karte)Parzelle: 1932       | | 26.07.1951 |
|      | Datei hochladen                                          | Haus 107 Objekt-Nr.: 5512.0030                                 | Römerstrasse 12 (Karte)Parzelle: 2061    | | 12.11.1974 |
|      | Datei hochladen                                          | Haus 160/161 Objekt-Nr.: 5512.0031                             | Im Meierhof 7 (Karte)Parzelle: 1018      | Das Haus dürfte aus dem 16. Jahrhundert stammen. | 07.01.1976 |
|      | Datei hochladen                                          | Haus 48 Objekt-Nr.: 5512.0032                                  | Dorfstrasse 67 (Karte)Parzelle: 1988     | Das Wohnhaus mit Stall und Schopfanbau wurde wohl im 18. Jahrhundert erbaut. | 06.09.1977 |
|      | Datei hochladen                                          | Haus 60 Objekt-Nr.: 5512.0033                                  | Oberer Winkel 9 (Karte)Parzelle: 2010    | | 06.09.1977 |
|      | Datei hochladen                                          | Haus 68 Objekt-Nr.: 5512.0035                                  | Oberer Winkel 12 (Karte)Parzelle: 1526   | Das dreigeschossige Wohnhaus wird zurück auf 1490 datiert. | 17.03.1981 |
|      | Datei hochladen                                          | Stall 129 Objekt-Nr.: 5512.0036                                | Dorfstrasse (Karte)Parzelle: 1483        | | 07.07.1981 |
|      | Datei hochladen                                          | Haus 49, Kaplanei Objekt-Nr.: 5512.0038                        | Dorfstrasse 69 (Karte)Parzelle: 1992     | | 22.12.1981 |
|      | Datei hochladen                                          | Sennerei Objekt-Nr.: 5512.0037                                 | Torkel 3 (Karte)Parzelle: 1989           | 1916-1917 wurde die Sennerei neu erstellt und später für die Milchversorgung verpachtet. Am 20.10.1967 kaufte die Gemeinde Triesen die Liegenschaft. Ab 1983 wurde das Gebäude für kulturelle Zwecke (Pfadiheim, Freizeitkommission) genutzt. Heute wird die Liegenschaft von der im Jahre 2021 gegründeten Pepi-Frommelt-Stiftung genutzt (https://www.pepi-frommelt-stiftung.li). | 29.12.1981 |
|      | Datei hochladen                                          | Haus 71 samt Schopf-Veranda Objekt-Nr.: 5512.0039              | St. Mamertenweg 2 (Karte)Parzelle: 1523  | | 06.09.1984 |
|      | Datei hochladen                                          | Haus 37 Objekt-Nr.: 5512.0040                                  | Dorfstrasse 34 (Karte)Parzelle: 1465     | | 05.03.1984 |
|      | Datei hochladen                                          | Haus 63/64 Objekt-Nr.: 5512.0041                               | Oberer Winkel 1 (Karte)Parzelle: 2012    | | 05.03.1984 |
|      | Datei hochladen                                          | Haus 202, Tannerhaus, frühere Schulstube Objekt-Nr.: 5512.0042 | Dorfstrasse 46 (Karte)Parzelle: 1480     | | 10.07.1984 |
|      | Datei hochladen                                          | Haus 122/123 Objekt-Nr.: 5512.0044                             | Dorfstrasse 66 (Karte)Parzelle: 1994     | | 05.03.1986 |
|      | Datei hochladen                                          | altes Spritzenhaus Objekt-Nr.: 5512.0045                       | Runkelsstrasse (Karte)Parzelle: 1453     | | 30.12.1986 |
|      | Datei hochladen                                          | Haus 46 Objekt-Nr.: 5512.0046                                  | Am Bach 2 (Karte)Parzelle: 1987          | | 03.02.1988 |
|      | Datei hochladen                                          | Kapelle St. Wolfgang Objekt-Nr.: 5512.0047                     | Maschlinastrasse (Karte)Parzelle: 1117   | | 18.02.1992 |
|      | Datei hochladen                                          | Haus 43 Objekt-Nr.: 5512.0048                                  | Dorfstrasse 48 (Karte)Parzelle: 1481     | | 21.02.1995 |
| ja   | Datei hochladen                                          | Fabrikgebäude Jenny, Spoerry & Cie. Objekt-Nr.: 5512.0049      | Dorfstrasse 24 (Karte)Parzelle: 1933     | | 19.02.1996 |
|      | Datei hochladen                                          | Haus 53 Objekt-Nr.: 5512.0415                                  | Lindengasse 3 (Karte)Parzelle: 2015      | | 09.09.1999 |
|      | Datei hochladen                                          | Haus Nr. 61 Objekt-Nr.: 5512.0641                              | Oberer Winkel 7 (Karte)Parzelle: 2011    | | 12.07.2005 |
| ja   | Datei hochladen                                          | Kosthaus der Firma Jenny und Spoerry Objekt-Nr.: 5512.0622     | Gässle 2 (Karte)Parzelle: 1817           | Das sogenannte Kosthaus wurde 1873 nach den Plänen von Hilarius Knobel erbaut. | 17.10.2006 |
|      | Datei hochladen                                          | Haus 66 Objekt-Nr.: 5512.0422                                  | Oberer Winkel 15 (Karte)Parzelle: 2001   | | 15.12.2009 |
|      | Datei hochladen                                          | Hofstätte Nr. 44 Objekt-Nr.: 5512.0725                         | Dorfstrasse 53 (Karte)Parzelle: 1419     | Das zweigeschossige Wohnhaus mit Stall wurde in dem Jahr 1750 erbaut. | 15.02.2011 |
|      | Datei hochladen                                          | Altes Vereinshaus, ehem. Feuerwehrdepot Objekt-Nr.: 5512.0571  | Im Winkel 6 (Karte)Parzelle: 1470        | Das «Alte Vereinshaus» wurde in den Jahren 1908/09 für die Marianischen Jungfrauen-Kongregation errichtet. | 22.10.2013 |